# Прапор Новоазовського району
Пра́пор Новоазо́вського райо́ну — офіційний символ Новоазовського району Донецької області, затверджений 27 серпня 2003 року рішенням № 4/7-126 сесії Новоазовської районної ради. Рішенням № 6/5-111 від 18 травня 2011 року районна рада прийняла «Положення про прапор Новоазовського району» в новій редакції.

## Опис
Прапор являє собою двостороннє прямокутне полотнище, що має співвідношенням ширини до довжини 2:3, яке розділене на дві частини по діагоналі від верхнього біля древка кута. Верхня частина жовтого кольору, а нижня складається з чотирьох горизонтальних смуг блакитного і білого кольорів, розділених хвилеподібно зі співвідношенням 30:2:1:7.

## Символіка
- Верхнє поле прапора символізує багатство та родючість, а також золоте поле пшениці, яка є однією з основних оброблюваних сільськогосподарських культур регіону.
- Нижня частина означає світлі надії, хороші прагнення, що характерні для мешканців району.
- Срібні (білі) хвилясті смуги — символ Азовського моря, на берегу якого розташовується регіон.